# Kivine maa
Singles de Metsatöll
Vaid vaprust
(2010) Küü
(2011)
Pistes de Ulg
Muhu õud
(4) Rabakannel
(6)
Kivine maa (français : Sol rocheux) est un single du groupe de Folk metal estonien Metsatöll, sorti le 7 septembre 2011,,,.

## Liste des titres
Toutes les paroles sont écrites par Metsatöll, toute la musique est composée par Metsatöll.
| Disque | Disque     | Disque | Disque | Disque | Disque | Disque | Disque | Disque | Disque |
| No     | Titre      | Durée  |        |        |        |        |        |        |        |
| ------ | ---------- | ------ | ------ | ------ | ------ | ------ | ------ | ------ | ------ |
| 1.     | Kivine maa | 3:56   |        |        |        |        |        |        |        |
| 3:56   |            |        |        |        |        |        |        |        |        |